# Beraba angusticollis
Beraba angusticollis är en skalbaggsart som först beskrevs av Dmytro Zajciw 1961.  Beraba angusticollis ingår i släktet Beraba och familjen långhorningar. Inga underarter finns listade.